# Plaza del Hospital
La plaza del Hospital es un espacio público abierto de Barranquilla, Colombia. Se encuentra ubicada en el costado norte del Hospital de Barranquilla.

## Ubicación
La plaza está ubicada entre las calles 32 (Comercio) y 33 (Real), y entre las carreras 35 (Hospital) y 36 (San Roque), barrio San Roque, en el Centro Histórico de Barranquilla. En su costado sur se encuentra el Hospital de Barranquilla, puesto en servicio en 1876 como Hospital de Caridad.

## Historia
La plaza del Hospital fue concebida como parte de un plan maestro de construcción de espacios públicos abiertos para Barranquilla en respuesta a la escasa área disponible por habitante. El plan fue establecido por el gobierno nacional en 2008 con la convocatoria del Ministerio de Cultura para el «Concurso Público de Anteproyecto Arquitectónico para el Diseño de Diferentes Sectores Urbanos para la Recuperación del Espacio Público del Centro Histórico de Barranquilla».
En 2014 se hicieron los ajustes y actualizaciones de los diseños del proyecto, originalmente realizados por la firma Opus de Medellín, ganadora en 2008 del concurso convocado por el Ministerio de Cultura con el apoyo del Fonade. Completan el conjunto de espacios públicos la plaza de San Roque, la plaza de San Nicolás, el paseo de las Palmas y la plaza de San José.
Su construcción empezó con la primera piedra puesta por la alcaldesa Elsa Noguera el 4 de diciembre de 2015. La plaza fue construida por el Consorcio T&L Plaza Hospital, integrado por las firmas Tcherassi & Libreros Ingeniería S.A.S. y J.A. Asociados S.A.S. y fue inaugurada por el alcalde Alejandro Char el 23 de febrero de 2017.
Costo
En 2015, la alcaldía de Barranquilla adquirió por COP 3 200 millones los 21 predios que ocupaban el lugar donde se construyó la plaza. El costo de la construcción fue de $6 785 millones y la interventoría, a cargo de Ingeniería de Proyectos S.A.S., costó $469 millones. La financiación se obtuvo de recursos del programa de Valorización 2012, en desarrollo del eje Barranquilla con Orden Urbano.

## Galería

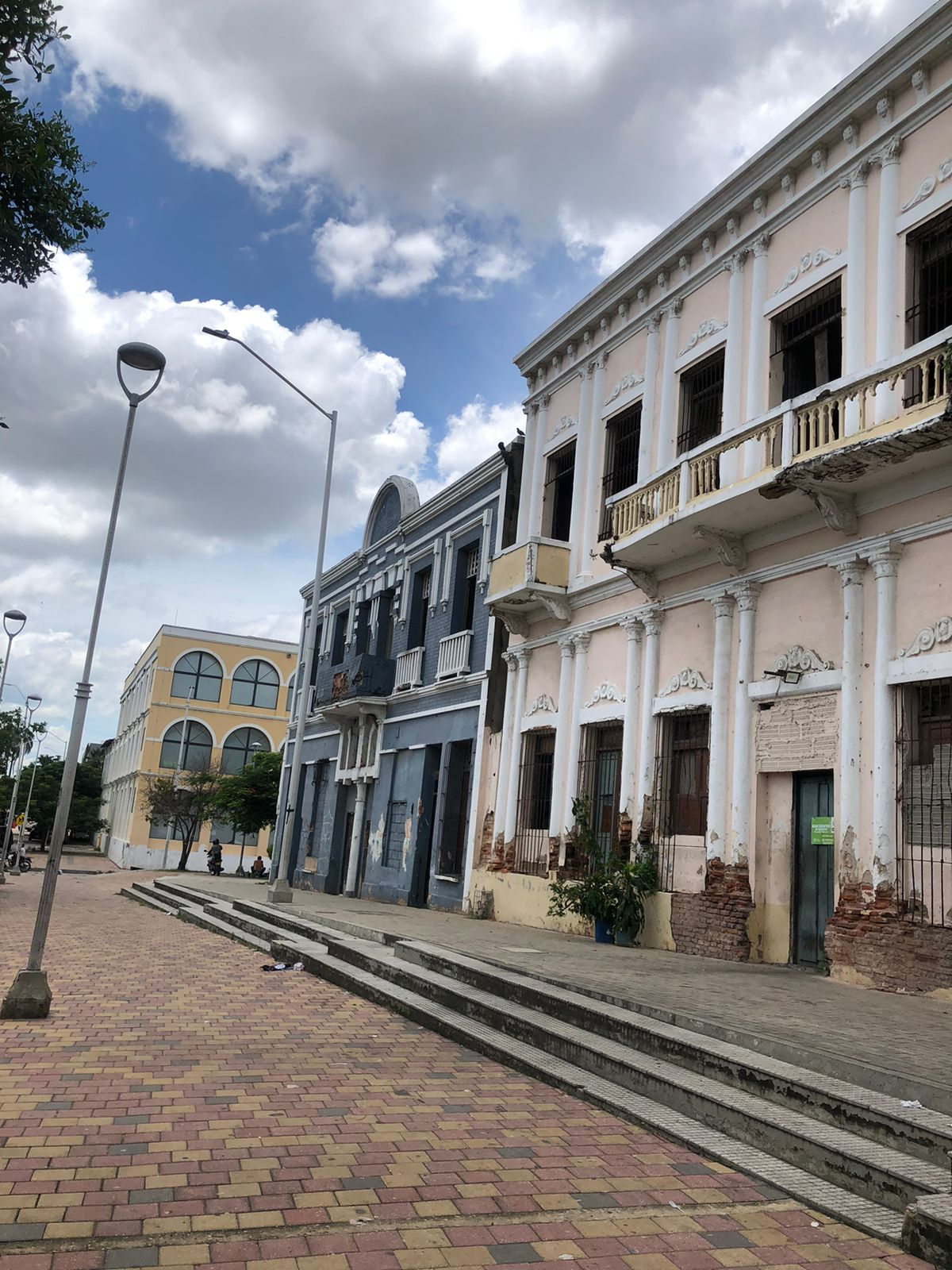
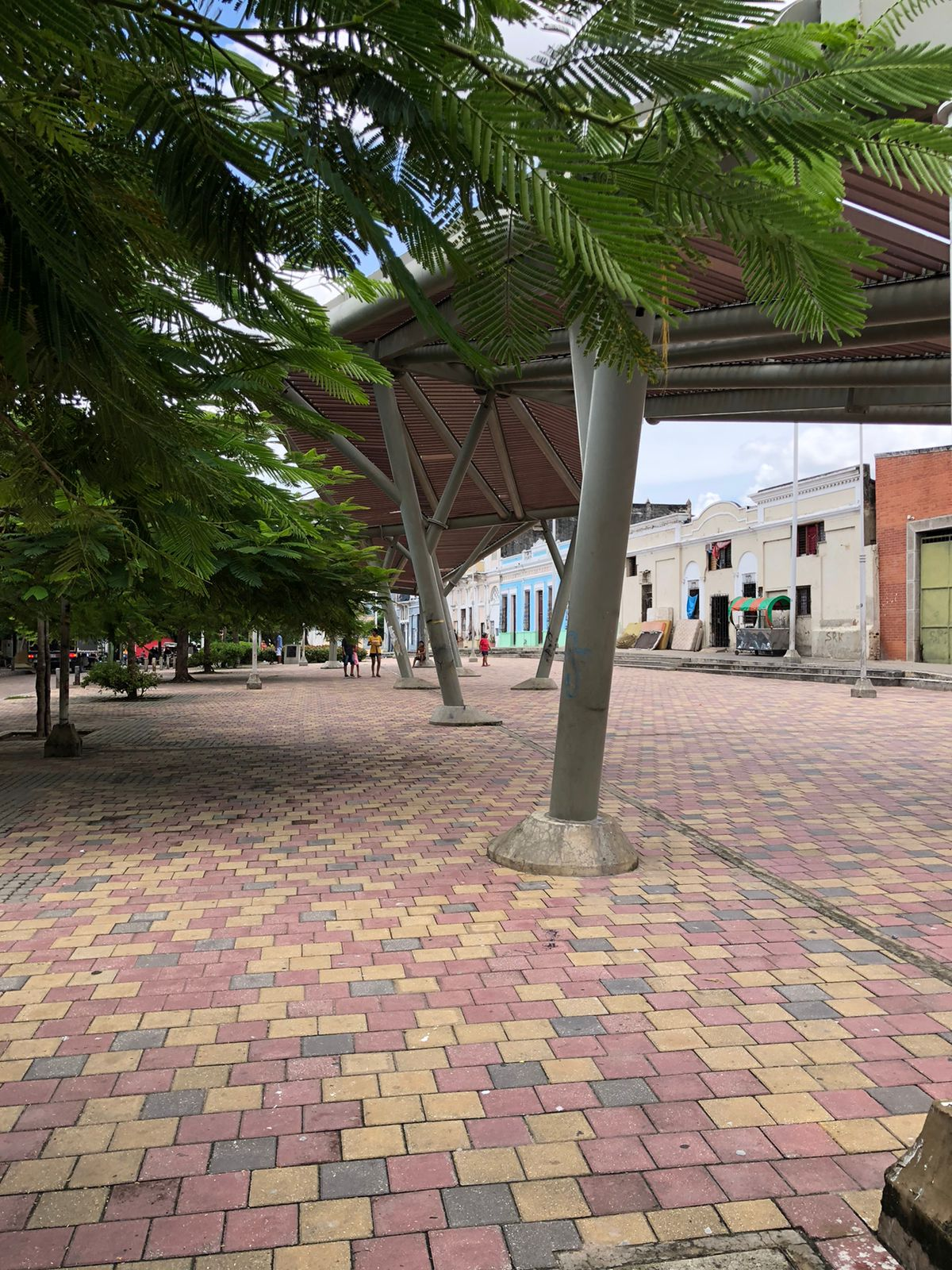
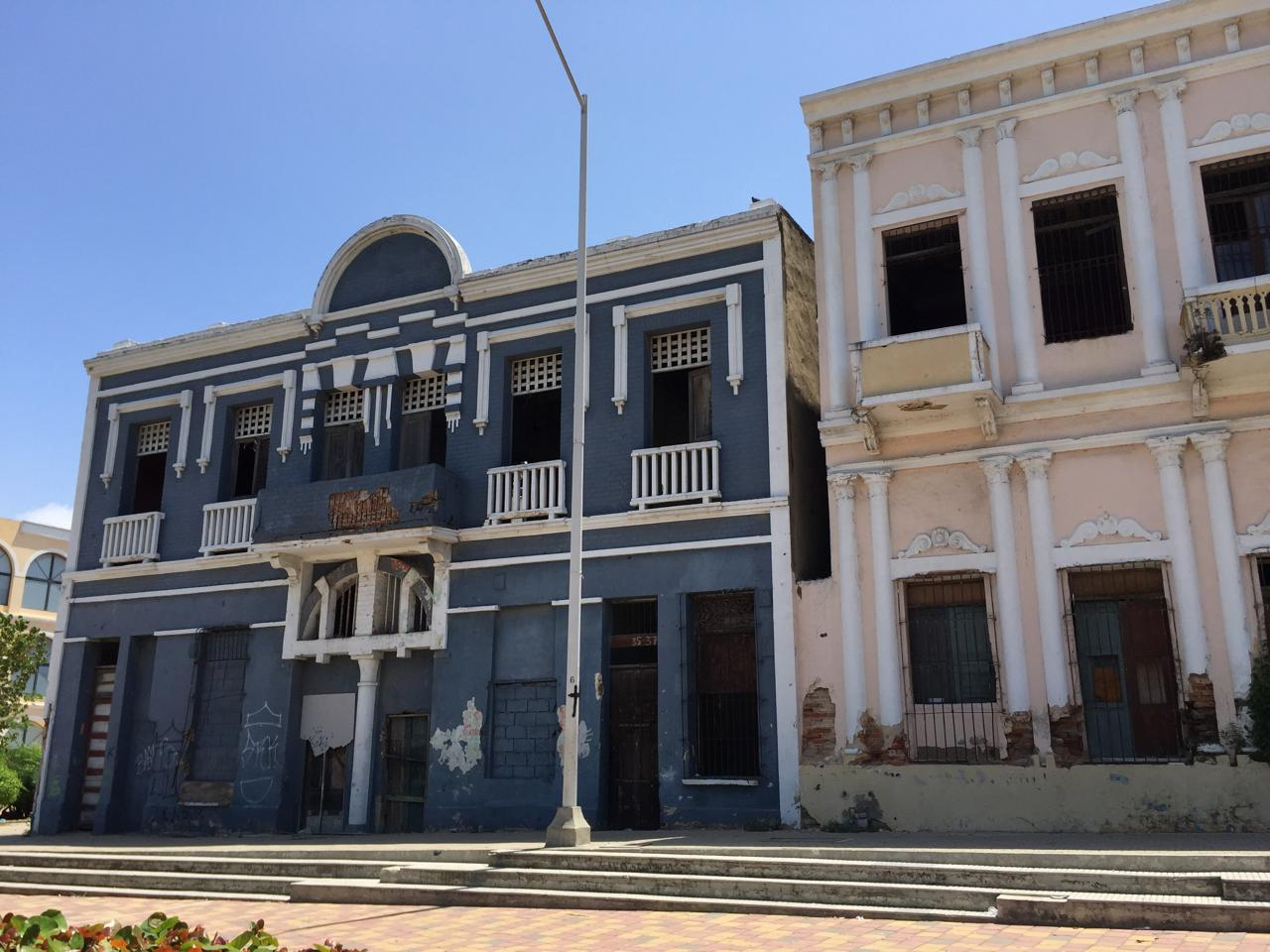
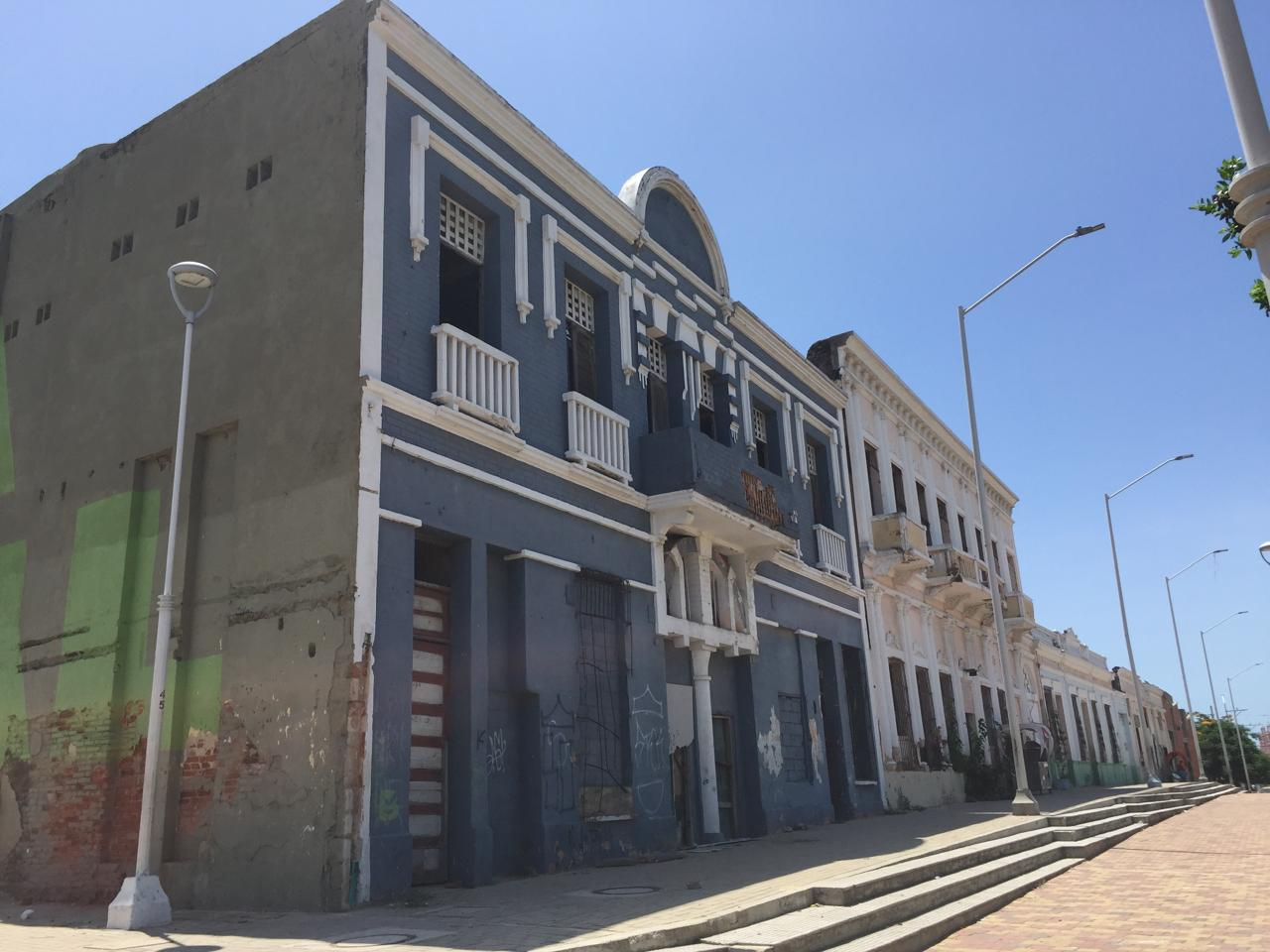
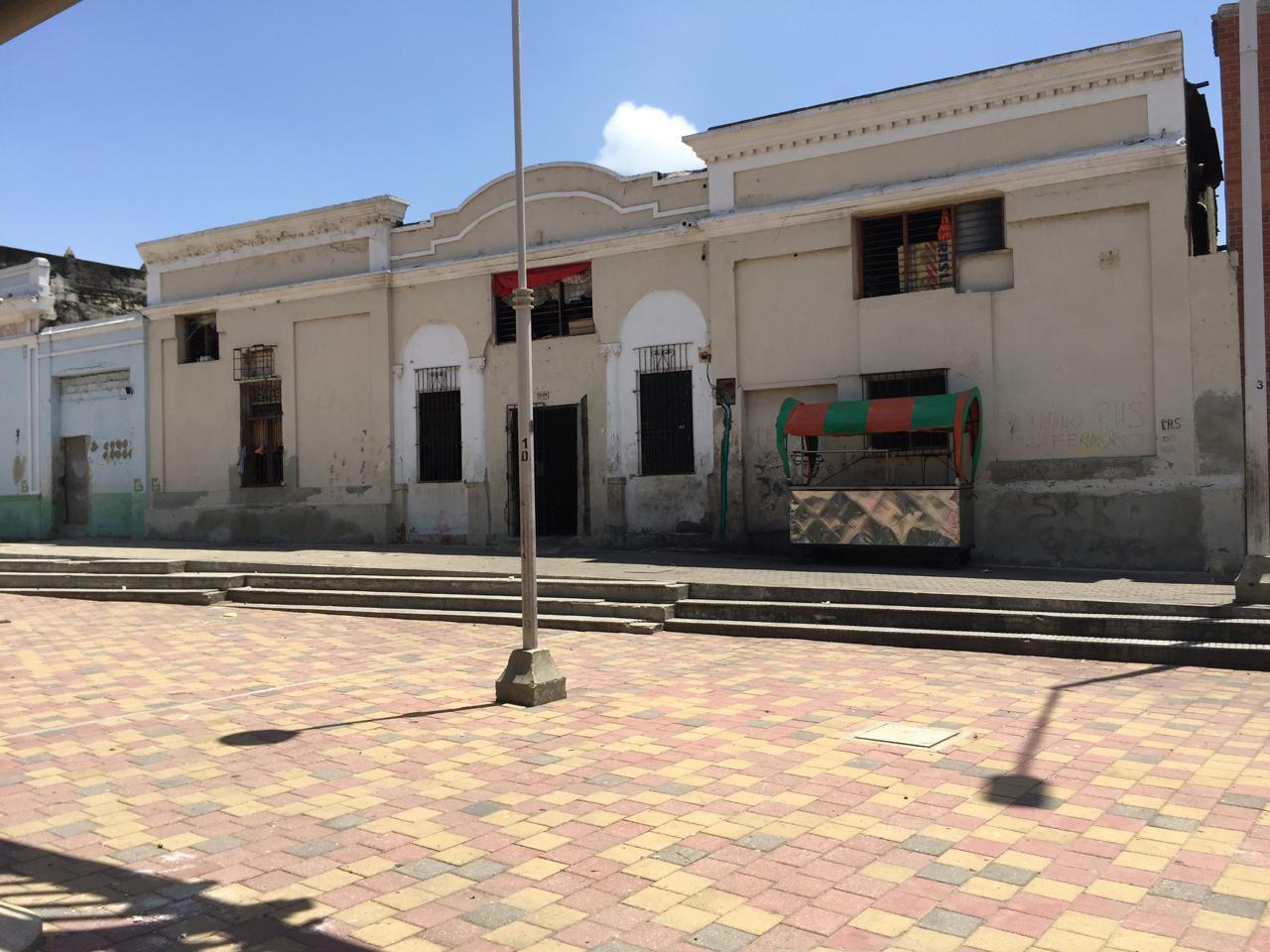